# Leo Bouwmeester

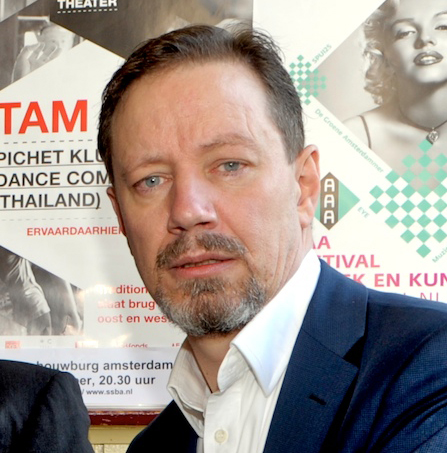
Leo Bouwmeester

Leo Bouwmeester (1961) is een Nederlandse pianist.
Leo Bouwmeester speelt diverse stijlen. Hij studeerde jazz en klassieke muziek aan het conservatorium van Amsterdam. Tijdens en na zijn opleiding speelde hij een in een pop-band (La Pat). 
Met zijn eigen trio speelt hij vooral “eigentijdse jazz.”
Muziek maken is voor Bouwmeester: "Het mooiste dat er is".

## Vroegere projecten
- Begeleider van zangeres Astrid Seriese.
- Pianist in Paul Stockers Bug Band.
- Pianist bij David Kweksilber (o.a. op het North Sea Jazz Festival).
- Hij speelde met het Deborah J. Carter Quartet (CD “Diggin The Duke,” 2015).
- Als begeleider van Frans van Deursen: 'De Vogel in mijn Borst’. Een poetisch muzikaal project (2017).
- Bij Toneelgroep Oostpool: Een productie met Jeroen Willems, 'Brel, de zoete oorlog,' bekroond met de Louis d’Or Prijs (2006).

## Huidige projecten
- 'Vive Piaf' - een voorstelling door Nadja Filtzer met muziek van Edith Piaf (CD Vive Piaf 2015).
- Leo Bouwmeester Trio -eigentijdse jazz- van en door Nout IngenHousz, Sanne van Delft en Leo Bouwmeester (CD View Lines, 2017).
- Pianist bij I Compani, collectief van Bo van de Graaf. Muziek van Nino Rota.
- Pianobegeleiding bij: 'Zwervend Hart' een nieuwe voorstelling met Nadja Filtzer.
- Duo met Tuffie Vos. Nederlandstalige Jazz
- Begeleider van Beatrice en Vera van der Poel. ABBA programma.
- Theatershows met Ludique. O.a. in Wenen (2018)
- Begeleiding van theaterklassen van Tessel Beek, Acting The Song
- Begeleiding Leah Kline.